# Huisorde Pour mes Amis
De Huisorde Pour mes Amis, of "A ses amis" van de gemediatiseerde vorsten van Isenburg-Birstein werd in 1809, dus nadat de vorst zijn regering had moeten neerleggen, ingesteld. Met medeweten van de Groothertogen van Hessen werd de Orde, zo schrijft Ackermann, ook toen nog verleend.